# رينالدو أليساندريني
رينالدو أليساندريني (بالإيطالية: Rinaldo Alessandrini)‏ هو عازف بيانو وموسيقي إيطالي، ولد في 25 يناير 1960 في روما في إيطاليا.

## وصلات خارجية
- رينالدو أليساندريني على موقع ميوزك برينز (الإنجليزية)
- رينالدو أليساندريني على موقع أول ميوزيك (الإنجليزية)
- رينالدو أليساندريني على موقع ديسكوغز (الإنجليزية)